# A15 (Italië)
De Autostrada della Cisa of A15 is een 102 kilometer lange snelweg in Italië. De weg loopt vanaf Parma naar La Spezia.
De weg loopt via Fornovo di Taro, Borgo Val di Taro, Berceto en Aulla. De weg is over de gehele lengte tolplichtig. Verder lift over het gehele tracé de E33 mee.
Er zijn concrete plannen om de A15 door te trekken als TiBre (Tirreno-Brennero) naar de A22 bij Nogarole Rocca, een dorpje tussen Verona en Mantova. De eerste 9,5 kilometer tussen Parma en Trecasali werden opengesteld op 16 april 2025.